# Тундра хребтів Брукс та Брітіш
Тундра хребтів Брукс та Брітіш (ідентифікатор WWF: NA1108) — неарктичний екорегіон тундри, розташований в горах на півночі Аляски в США та на північному заході Канади.

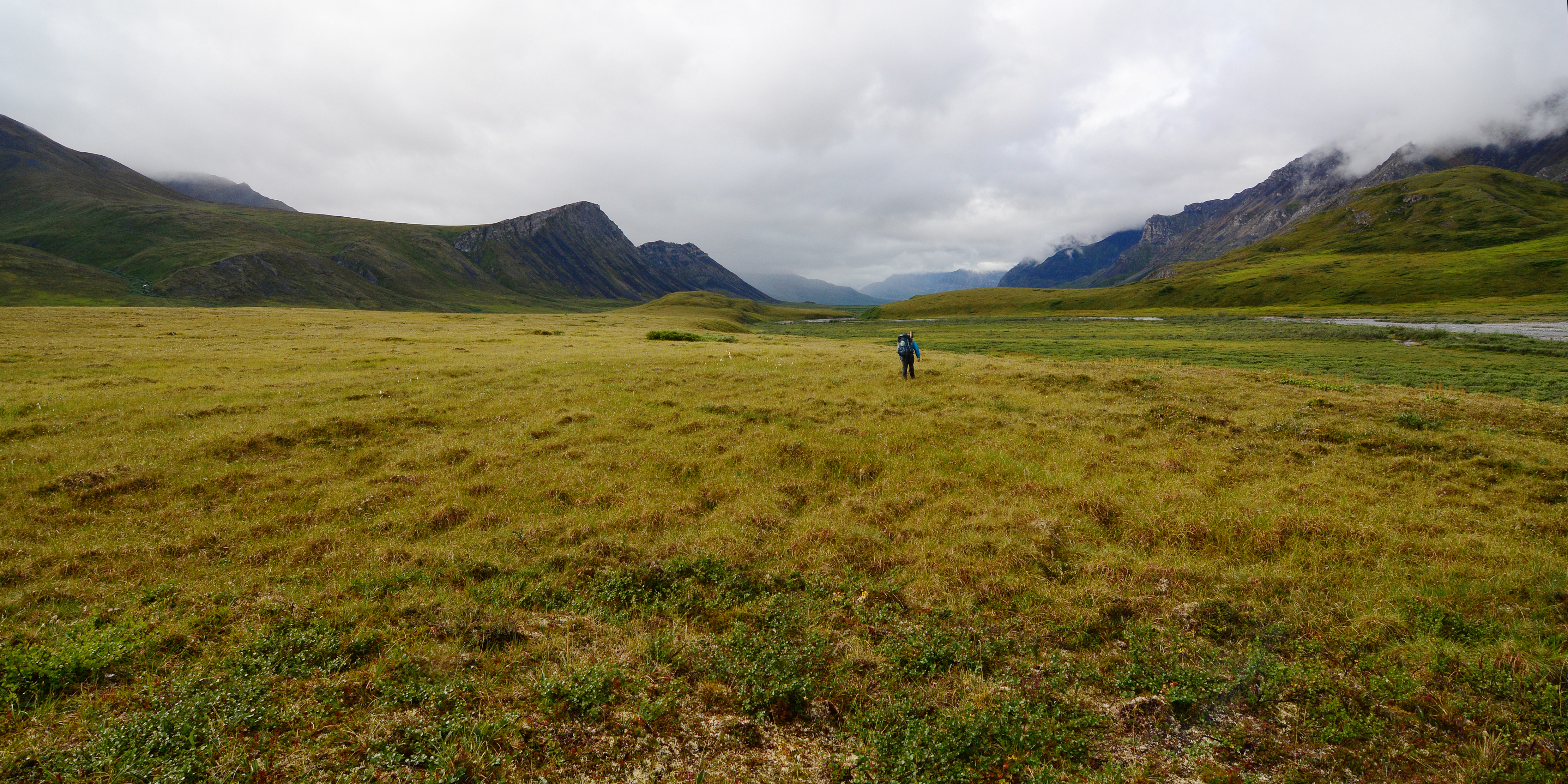
Долина річки Анактувук (річка) (Брама Арктики)

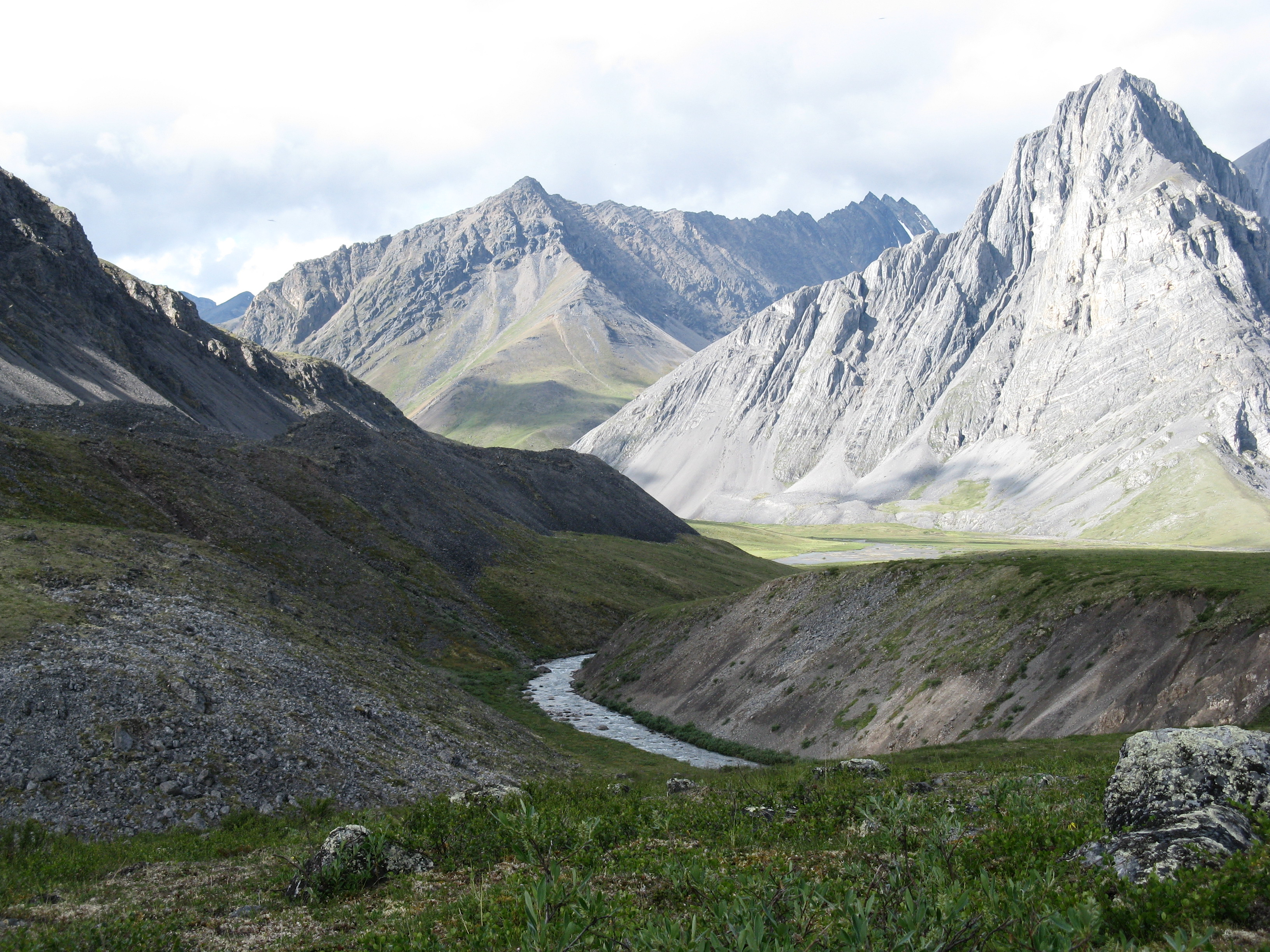
Ландшафт Національного парку Брама Арктики

## Географія
Екорегіон тундри хребтів Брукс та Брітіш охоплює гори Брукс, які простягаються майже від узбережжя Чукотського моря через північну Аляску до північного Юкону та крайнього північного заходу Північно-Західних територій Канади. Перевал Анактувук ділить хребет Брукс на західну та східну частини. Західний Брукс відносно невисокий, тоді як Східний Брукс, також відомий в Канаді як Брітіш-Маунтінс, є вищим, має більш пересічений рельєф та більше вкритий льодовиками. 
Висота екорегіону коливається від 800 до 2400 м над рівнем моря. Найвищою вершиною регіону є гора Істо висотою 2736 м. На висоті понад 1800 м над рівнем моря в горах поширені льодовики. Річки, що стікають з північних схилів гір Брукс, впадають в Північний Льодовитий океан, а ті, що стікають з його південних схилів, належать до басейну Юкону. Східний Брукс слугує вододілом між басейнами Юкону та Маккензі. Вздовж нього проходить кордон між Юконом та Північно-Західними територіями. 
На півночі та заході екорегіон переходить у тундру актичних передгір'їв, на півдні — у тайгу рівнинних внутрішніх районів Аляски та Юкону та альпійську тундру внутрішніх районів Аляски та Юкону, а на сході — у альпійську тундру гір Огілві та Маккензі.

## Клімат
В межах екорегіону переважає субарктичний клімат (Dfc або Dsc за класифікацією кліматів Кеппена), який характеризується коротким прохолодним літом та довгою, морозною зимою, а у високогір'ях — тундровий клімат (ET за класифікацією Кеппена). Єдина постійна метеостанція в екорегіоні розташована на перевалі Анактувук, на висоті 770 м над рівнем моря. Взимку середньодобова температура там коливається від -30 до -22 °C, а влітку — від 3 до 16 °C. Влітку температура може падати нижче 0 °C. Середньорічна кількість опадів там становить 280 мм. На більших висотах температури протягом всього року нижчі. В горах канадської частини регіону середньорічна температура становить близько -10 °C, середня літня температура — 6,5 °C, середня зимова температура — -25 °C, а середньорічна кількість опадів — близько 350 мм. В екорегіоні поширена багаторічна мерзлота.

## Флора
Через суворий клімат і гористий рельєф регіону рослинний покрив в ньому рідкісний, переважно обмежений долинами та нижніми схилами гір. На вологих ділянках поширені трав'янисті угруповання, де переважають водяні осоки (Carex aquatilis), осоки Біґелоу (Carex bigelowii), плосоколисті верби (Salix planifolia), вовнисті верби (Salix lanata) та різноманітні мохи. На більш сухих ділянках поширені карликові чагарники, зокрема альпійські мучниці (Arctous alpina), чорниці (Vaccinium spp.) та гірські дріяди (Dryas octopetala).
У захищених долинах та на нижніх схилах поширені субальпійські рідколісся, основу яких складають невисокі сизі ялини (Picea glauca), рідше субальпійські ялиці (Abies lasiocarpa) та скручені сосни (Pinus contorta). Між деревами ростуть карликові верби (Salix spp.) і берези (Betula spp.) та звичайне багно (Rhododendron tomentosum). Північною межею поширення сизих ялин (Picea glauca) та чорних ялин (Picea mariana) в Канаді є гори Брітіш-Маунтінс.
У високогір'ях поширена альпійська тундра, де переважають лишайники, дріяди (Dryas spp.), невисокі та карликові чагарники з родини вересових (Ericaceae), а у більш вологих районах — осоки (Carex spp.) та пухівки (Eriophorum spp.). Основою тундрових рослинних угруповань є лишайники та дріяди, причому 80-90 % судинного рослинного покриву складають цільнолисті дріяди (Dryas integrifolia) та гірські дріяди (Dryas octopetala).

## Фауна
Серед поширених в екорегіоні ссавців слід відзначити гризлі (Ursus arctos horribilis), барибала (Ursus americanus), канадського вовка (Canis lupus occidentalis), звичайну лисицю (Vulpes vulpes), звичайну росомаху (Gulo gulo), канадську рись (Lynx canadensis), аляскинського лося (Alces alces gigas), барана Далла (Ovis dalli), американського зайця (Lepus americanus), арктичного ховраха (Urocitellus parryii) та майже ендемічного аляскинського бабака (Marmota broweri). Через річкові долини та гірські перевали проходять великі міграції карибу (Rangifer tarandus groenlandicus).
Серед птахів, поширених в горах екорегіону, слід відзначити звичайну кам'янку (Oenanthe oenanthe), американського щеврика (Anthus rubescens), сивоголового катуньчика (Leucosticte tephrocotis) та вохристого подорожника (Calcarius pictus). В горах Східного Брукса гніздяться найпівнічніші популяції беркутів (Aquila chrysaёtos) та кречетів (Falco rusticolus) в США.

## Збереження
Оцінка 2017 року показала, що 102 816 км², або 64 % екорегіону, є заповідними територіями. Природоохоронні території включають: Національний парк Брама Арктики, Арктичний національний природний заповідник та Національний заповідник Ноатак в США, а також Національний парк Іввавік та Національний парк Вонтут в Канаді.